# Plenibabe
Plenibabe (en serbe cyrillique : Пленибабе) est un village de Serbie situé dans la municipalité de Tutin, district de Raška. Au recensement de 2011, il comptait 106 habitants.

## Démographie
| 1948 | 1953 | 1961 | 1971 | 1981 | 1991 | 2002 | 2011 |
| ---- | ---- | ---- | ---- | ---- | ---- | ---- | ---- |
| 129  | 140  | 145  | 133  | 140  | 141  | 123  | 106  |

|  |